# Vignemale
Vignemale (hiszp. Viñamala, arag. Comachibosa, Pico Comachibosa) – najwyższy szczyt francuskich Pirenejów. Jest na siódmym miejscu pod względem wysokości w całych Pirenejach.
Vignemale to nazwa masywu po obu stronach granicy hiszpańsko-francuskiej. W masywie tym występuje parę szczytów: Grande Vignemale lub Pique Longue (3298 m n.p.m.), Pointe Chausenque (3204 m n.p.m.) i Petit Vignemale (3032 m n.p.m.). Znajduje się tu drugi pod względem wielkości lodowiec - Ossoue, przez który prowadzi droga na szczyt. Na północ szczyt opada ścianami wapiennymi o wysokości ponad 800 metrów.
Pierwszego zimowego wejścia na główny szczyt Vignemale dokonali 11 lutego 1869 r. Henry Russell oraz Hippolyte i Henri Passet.